# Hornavan-Sädvajaure fjällurskog
Hornavan-Sädvajaure fjällurskog är ett naturreservat i Arjeplogs kommun i Norrbottens län.
Området är naturskyddat sedan 2000 och är 817,2 kvadratkilometer stort. Reservatet omfattar ett stort område i fjällkanten med barrskogar, fjällbjörkskogar, myrar och vattendrag. 